# USS McCook (DD-252)
USS McCook (DD-252) là một tàu khu trục lớp Clemson được Hải quân Hoa Kỳ chế tạo vào cuối Chiến tranh Thế giới thứ nhất. Trong Chiến tranh Thế giới thứ hai, nó được chuyển cho Hải quân Hoàng gia Canada và được đổi tên thành HMCS St. Croix (I81), và đã tiếp tục hoạt động cho đến khi bị tàu ngầm U-boat Đức đánh chìm tại Đại Tây Dương năm 1943. Nó là chiếc tàu chiến đầu tiên của Hải quân Hoa Kỳ được đặt tên theo Trung tá Hải quân Roderick S. McCook (1839 – 1886).

## Thiết kế và chế tạo
McCook được đặt lườn vào ngày 10 tháng 9 năm 1918 tại xưởng tàu Fore River Shipyard của hãng Bethlehem Shipbuilding Corporation ở Quincy Massachusetts. Nó được hạ thủy vào ngày 31 tháng 1 năm 1919, được đỡ đầu bởi bà Henry C. Dinger; và được đưa ra hoạt động vào ngày 30 tháng 4 năm 1919 dưới quyền chỉ huy của Hạm trưởng, Thiếu tá Hải quân G. B. Ashe.

## Lịch sử hoạt động

### USSMcCook
Sau khi hoàn tất việc chạy thử máy, McCook được phân về Lực lượng Khu trục thuộc Hạm đội Đại Tây Dương, và đã hoạt động dọc theo vùng bờ Đông cho đến khi được cho xuất biên chế tại Philadelphia, Pennsylvania vào ngày 30 tháng 6 năm 1922. Nó ở lại thành phần dự bị của Hạm đội Đại Tây Dương cho đến khi được cho nhập biên chế trở lại vào ngày 18 tháng 12 năm 1939; rồi trong năm tiếp theo nó được đề cử để chuyển giao cho Anh Quốc theo Thỏa thuận đổi tàu khu trục lấy căn cứ.
McCook đi đến Halifax, Nova Scotia vào ngày 20 tháng 9 năm 1940. Đến ngày 24 tháng 9, nó được xuất biên chế khỏi Hải quân Hoa Kỳ và chuyển cho Hải quân Hoàng gia Anh cùng ngày hôm đó. Tuy nhiên, do tình trạng chung bị thiếu hụt nhân sự hải quân, nó tiếp tục được chuyển cho Canada và nhập biên chế cùng Hải quân Hoàng gia Canada như là chiếc HMCS St. Croix (I81). Theo thông lệ của Canada đặt tên tàu khu trục theo tên các con sông của Canada, có liên hệ đến nguồn gốc Hoa Kỳ của nó, con tàu được đổi tên thành St. Croix theo tên sông St. Croix hình thành nên biên giới giữa Maine và New Brunswick.

### HMCSSt. Croix

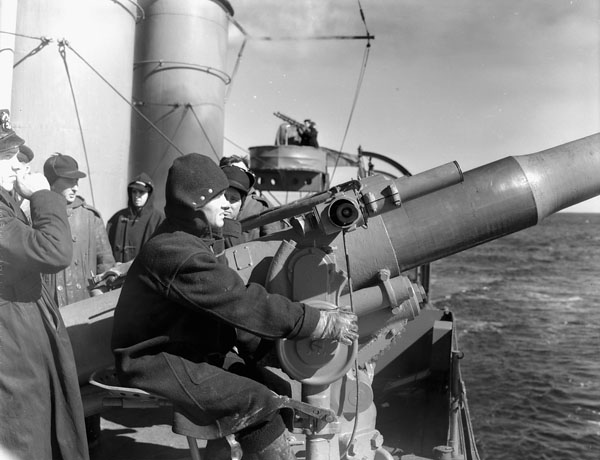
Khẩu đội pháo 4 inch, Halifax, tháng 3 năm 1941

Bị trì hoãn do phải sửa chữa những hư hại do một cơn bão, đến ngày 14 tháng 3 năm 1941, St. Croix đảm nhận nhiệm vụ tuần tra và hộ tống tại vùng biển Canada. Đến cuối tháng 8, nó gia nhập Lực lượng Hộ tống Newfoundland và đã hoạt động tại khu vực giữa St. John’s, Newfoundland và Reykjavík. Vào tháng 5 năm 1942, đơn vị này được đổi tên thành Lực lượng Hộ tống giữa đại dương và mở rộng tầm hoạt động đến tận Londonderry Port.
St. Croix đã đánh chìm tàu ngầm Đức U-90 vào ngày 24 tháng 7 năm 1942, khi chiếc này cùng với các tàu ngầm U-boat khác đã tấn công Đoàn tàu ON 113 do nó hộ tống vào ngày 23 tháng 7, đánh chìm hai tàu buôn và làm hư hại một chiếc thứ ba. Trong chặng quay trở về, Đoàn tàu ON 127 cũng bị 13 tàu U-boat tấn công. Từ ngày 10 đến ngày 14 tháng 9, mười một tàu buôn và một tàu khu trục đã bị mất. Trên đường từ Londonderry Port đến Gibraltar vào ngày 4 tháng 3 năm 1943 cùng với Đoàn tàu KMS 10, nó đã trợ giúp cho chiếc HMCS Shediac (K110) trong việc đánh chìm tàu ngầm U-87 ở khoảng 200 nmi (370 km) ngoài khơi bờ biển bán đảo Iberia.
Với việc tăng cường hộ tống trên không để bảo vệ các đoàn tàu vận tải vào năm 1943, tổn thất bởi tàu ngầm U-boat tại Bắc Đại Tây Dương hạ thấp và nhiều tàu hộ tống được rút bớt vào mùa Hè. Tuy nhiên, đến mùa Thu, phía Đức bắt đầu áp dụng chiến thuật mới tấn công hàng loạt với một số lượng lớn tàu ngầm U-boat, mang biệt danh "bầy sói" (wolfpack). Vào ngày 16 tháng 9, trong chuyến tuần tra đầu tiên cùng một đội đặc nhiệm tấn công tại khu vực vịnh Biscay, St. Croix đã đi đến trợ giúp cho Đoàn tàu ONS 18 và sau đó là Đoàn tàu ON 202, cả hai đều bị tấn công ác liệt. Việc bảo vệ các đoàn tàu này đã đưa đến một trận chiến kéo dài, gây thiệt hại cho cả đôi bên. Các đoàn tàu vận tải mất ba tàu hộ tống và sáu tàu buôn, cùng hai tàu hộ tống bị hư hại. Wolfpack bị mất ba tàu ngầm U-boat.
St. Croix là chiếc tàu hộ tống đầu tiên bị đánh chìm khi nó bị đánh trúng ba lần vào đuôi tàu vào ngày 20 tháng 9. HMS Polyanthus bị tàu ngầm U-952 đánh chìm khi nó tiếp cận để trợ giúp các nỗ lực cứu vớt của HMS Itchen. Itchen bị buộc phải rút lui chiều tối hôm đó, nhưng đã quay trở lại hiện trường vào sáng hôm sau và vớt được 81 người sống sót từ St. Croix và một người từ Polyanthus. Sang ngày hôm sau 22 tháng 9, bản thân Itchen bị trúng ngư lôi. Cuối cùng chỉ có ba người được cứu thoát: hai của Itchen và một của St. Croix.